# Buddy Joe
"Buddy Joe" is een nummer van de Nederlandse band Golden Earring. Het nummer werd uitgebracht op hun album Together uit 1972. In april van dat jaar werd het nummer uitgebracht als de enige single van het album.

## Achtergrond
"Buddy Joe" is geschreven door gitarist George Kooymans, die het ook zong, en geproduceerd door Freddy Haayen. Het nummer gaat over een avonturier die zijn hele leven in Mexico heeft gezocht naar goud. Wanneer hij zijn schat naar de Verenigde Staten wil smokkelen, wordt hij aangevallen en slaat hij op de vlucht. Hij komt vervolgens om het leven bij een schietpartij. Het nummer staat bekend om een riff op de sitar, dat werd geïnspireerd door het nummer "Games People Play" van Joe South. Ook werd het beschreven als een countryrocknummer. De achtergrondzang op het nummer wordt verzorgd door Patricia Paay.
"Buddy Joe" werd een grote hit. In Nederland kwam de single tot de vierde plaats in de Top 40 en de derde plaats in de Daverende Dertig, terwijl in Vlaanderen de vijfde plaats in de voorloper van de Ultratop 50 werd gehaald. Daarnaast werd het ook in Duitsland een hit; hoewel Haayen altijd claimde dat het een "megahit" was, kwam de single tot de twaalfde plaats in dit land. In 1972 werd het nummer door de lezers van het tijdschrift Popfoto verkozen tot de op een na beste Nederlandse single van het jaar, achter "Memories" van Earth & Fire.

## Hitnoteringen

### Nederlandse Top 40
| Hitnotering: 13-05-1972 t/m 08-07-1972 | Hitnotering: 13-05-1972 t/m 08-07-1972 | Hitnotering: 13-05-1972 t/m 08-07-1972 | Hitnotering: 13-05-1972 t/m 08-07-1972 | Hitnotering: 13-05-1972 t/m 08-07-1972 | Hitnotering: 13-05-1972 t/m 08-07-1972 | Hitnotering: 13-05-1972 t/m 08-07-1972 | Hitnotering: 13-05-1972 t/m 08-07-1972 | Hitnotering: 13-05-1972 t/m 08-07-1972 | Hitnotering: 13-05-1972 t/m 08-07-1972 | Hitnotering: 13-05-1972 t/m 08-07-1972 |
| Week                                   | 1                                      | 2                                      | 3                                      | 4                                      | 5                                      | 6                                      | 7                                      | 8                                      | 9                                      |                                        |
| -------------------------------------- | -------------------------------------- | -------------------------------------- | -------------------------------------- | -------------------------------------- | -------------------------------------- | -------------------------------------- | -------------------------------------- | -------------------------------------- | -------------------------------------- | -------------------------------------- |
| Nummer                                 | 10                                     | 4                                      | 4                                      | 5                                      | 10                                     | 14                                     | 18                                     | 23                                     | 35                                     | uit                                    |

### Daverende Dertig
| Hitnotering: 13-05-1972 t/m 01-07-1972 | Hitnotering: 13-05-1972 t/m 01-07-1972 | Hitnotering: 13-05-1972 t/m 01-07-1972 | Hitnotering: 13-05-1972 t/m 01-07-1972 | Hitnotering: 13-05-1972 t/m 01-07-1972 | Hitnotering: 13-05-1972 t/m 01-07-1972 | Hitnotering: 13-05-1972 t/m 01-07-1972 | Hitnotering: 13-05-1972 t/m 01-07-1972 | Hitnotering: 13-05-1972 t/m 01-07-1972 | Hitnotering: 13-05-1972 t/m 01-07-1972 |
| Week                                   | 1                                      | 2                                      | 3                                      | 4                                      | 5                                      | 6                                      | 7                                      | 8                                      |                                        |
| -------------------------------------- | -------------------------------------- | -------------------------------------- | -------------------------------------- | -------------------------------------- | -------------------------------------- | -------------------------------------- | -------------------------------------- | -------------------------------------- | -------------------------------------- |
| Nummer                                 | 13                                     | 4                                      | 3                                      | 4                                      | 7                                      | 10                                     | 14                                     | 27                                     | uit                                    |

### NPO Radio 2 Top 2000
| Nummer met noteringen in de NPO Radio 2 Top 2000 | '99  | '00  | '01  | '02  | '03  | '04  | '05  | '06  | '07  | '08  | '09  | '10  | '11 | '12  | '13-'20 | '21  |
| ------------------------------------------------ | ---- | ---- | ---- | ---- | ---- | ---- | ---- | ---- | ---- | ---- | ---- | ---- | --- | ---- | ------- | ---- |
| Buddy Joe                                        | 1338 | 1420 | 1317 | 1660 | 1559 | 1904 | 1945 | 1747 | 1918 | 1734 | 1875 | 1954 | -   | 1922 | -       | 1460 |

1. ↑  Een '-' betekent dat het nummer niet was genoteerd en een vetgedrukt getal geeft de hoogste notering aan.
2. ↑  Deze tabel is bijgewerkt tot en met de meest recente editie (2024).

Discografie